# Not Over You
"Not Over You" is een nummer van de Amerikaanse singer-songwriter Gavin DeGraw. Het nummer verscheen op zijn album Sweeter uit 2011. Op 17 mei van dat jaar werd het nummer uitgebracht als de eerste single van het album.

## Achtergrond
"Not Over You" is geschreven door DeGraw en OneRepublic-zanger Ryan Tedder en is geproduceerd door Tedder en Jerrod Bettis. DeGraw en Tedder ontmoetten elkaar toen zij op dezelfde plek een concert gaven en besloten om samen nummers te schrijven. Naast "Sweeter" is het een van de twee nummers die zij samen schreven voor het album. DeGraw vertelde over de samenwerking: "Ik vind dat Ryan het goed heeft gedaan om de piano op dezelfde hoogte te plaatsen als de zang."
"Not Over You" gaat over hoe moeilijk het is om over een relatie heen te komen. DeGraw vertelde hierover: "Het gaat over de dunne lijn tussen kwetsbaarheid en trots. Je zegt eigenlijk, 'als ik je zou zien, alhoewel ik je mis, zou ik je niet vertellen dat ik je mis'. Dat is misschien een mannelijke eigenschap, maar ik weet dat het zowel trots als kwetsbaar is. Ik heb dat meegemaakt, dus dat is waarom ik achter het nummer sta, en ik ken veel andere mensen die dat hebben meegemaakt, het is gewoon echt. Je hoeft niet altijd romantisch te zijn - soms is het belangrijk om echt te zijn."
"Not Over You" werd de grootste hit voor DeGraw sinds zijn doorbraaksingle "I Don't Want to Be". Het kwam tot de achttiende plaats in de Amerikaanse Billboard Hot 100 en was zijn vierde single die daar in de top 40 kwam. Tevens werd het zijn eerste nummer 1-hit in de Amerikaanse Adult Top 40-lijst. Het werd de grootste hit in Nieuw-Zeeland, waar het de achtste plaats behaalde. In Nederland kwam de single tot respectievelijk de dertiende en zestiende plaats in de Top 40 en de Single Top 100, terwijl in Vlaanderen de Ultratop 50 niet werd gehaald en de track bleef steken op de twaalfde plaats in de "Bubbling Under"-lijst.

## Hitnoteringen

### Nederlandse Top 40
| Hitnotering: 04-06-2011 t/m 24-09-2011 | Hitnotering: 04-06-2011 t/m 24-09-2011 | Hitnotering: 04-06-2011 t/m 24-09-2011 | Hitnotering: 04-06-2011 t/m 24-09-2011 | Hitnotering: 04-06-2011 t/m 24-09-2011 | Hitnotering: 04-06-2011 t/m 24-09-2011 | Hitnotering: 04-06-2011 t/m 24-09-2011 | Hitnotering: 04-06-2011 t/m 24-09-2011 | Hitnotering: 04-06-2011 t/m 24-09-2011 | Hitnotering: 04-06-2011 t/m 24-09-2011 | Hitnotering: 04-06-2011 t/m 24-09-2011 | Hitnotering: 04-06-2011 t/m 24-09-2011 | Hitnotering: 04-06-2011 t/m 24-09-2011 | Hitnotering: 04-06-2011 t/m 24-09-2011 | Hitnotering: 04-06-2011 t/m 24-09-2011 | Hitnotering: 04-06-2011 t/m 24-09-2011 | Hitnotering: 04-06-2011 t/m 24-09-2011 | Hitnotering: 04-06-2011 t/m 24-09-2011 | Hitnotering: 04-06-2011 t/m 24-09-2011 |
| Week                                   | 1                                      | 2                                      | 3                                      | 4                                      | 5                                      | 6                                      | 7                                      | 8                                      | 9                                      | 10                                     | 11                                     | 12                                     | 13                                     | 14                                     | 15                                     | 16                                     | 17                                     |                                        |
| -------------------------------------- | -------------------------------------- | -------------------------------------- | -------------------------------------- | -------------------------------------- | -------------------------------------- | -------------------------------------- | -------------------------------------- | -------------------------------------- | -------------------------------------- | -------------------------------------- | -------------------------------------- | -------------------------------------- | -------------------------------------- | -------------------------------------- | -------------------------------------- | -------------------------------------- | -------------------------------------- | -------------------------------------- |
| Positie                                | 30                                     | 21                                     | 18                                     | 18                                     | 17                                     | 14                                     | 13                                     | 15                                     | 17                                     | 17                                     | 14                                     | 17                                     | 21                                     | 29                                     | 34                                     | 38                                     | 40                                     | uit                                    |

### Single Top 100
| Hitnotering: 28-05-2011 t/m 05-11-2011 | Hitnotering: 28-05-2011 t/m 05-11-2011 | Hitnotering: 28-05-2011 t/m 05-11-2011 | Hitnotering: 28-05-2011 t/m 05-11-2011 | Hitnotering: 28-05-2011 t/m 05-11-2011 | Hitnotering: 28-05-2011 t/m 05-11-2011 | Hitnotering: 28-05-2011 t/m 05-11-2011 | Hitnotering: 28-05-2011 t/m 05-11-2011 | Hitnotering: 28-05-2011 t/m 05-11-2011 | Hitnotering: 28-05-2011 t/m 05-11-2011 | Hitnotering: 28-05-2011 t/m 05-11-2011 | Hitnotering: 28-05-2011 t/m 05-11-2011 | Hitnotering: 28-05-2011 t/m 05-11-2011 | Hitnotering: 28-05-2011 t/m 05-11-2011 |
| Week                                   | 1                                      | 2                                      | 3                                      | 4                                      | 5                                      | 6                                      | 7                                      | 8                                      | 9                                      | 10                                     | 11                                     | 12                                     | 13                                     |
| -------------------------------------- | -------------------------------------- | -------------------------------------- | -------------------------------------- | -------------------------------------- | -------------------------------------- | -------------------------------------- | -------------------------------------- | -------------------------------------- | -------------------------------------- | -------------------------------------- | -------------------------------------- | -------------------------------------- | -------------------------------------- |
| Positie                                | 43                                     | 30                                     | 37                                     | 40                                     | 35                                     | 42                                     | 40                                     | 29                                     | 31                                     | 34                                     | 34                                     | 30                                     | 35                                     |
| Week                                   | 14                                     | 15                                     | 16                                     | 17                                     | 18                                     | 19                                     | 20                                     | 21                                     | 22                                     | 23                                     | 24                                     |                                        |                                        |
| Positie                                | 35                                     | 26                                     | 28                                     | 16                                     | 24                                     | 37                                     | 42                                     | 52                                     | 48                                     | 54                                     | 78                                     | uit                                    |                                        |

### NPO Radio 2 Top 2000
| Nummer met noteringen in de NPO Radio 2 Top 2000 | '12  | '13  | '14  | '15  |
| ------------------------------------------------ | ---- | ---- | ---- | ---- |
| Not Over You                                     | 1356 | 1579 | 1983 | 1744 |

1. ↑  Een vetgedrukt getal geeft de hoogste notering aan.
2. ↑  2012 was het eerste jaar met een notering voor dit nummer.
3. ↑  Deze tabel is bijgewerkt tot en met de laatste editie (2024).